# Fructuosus von Braga

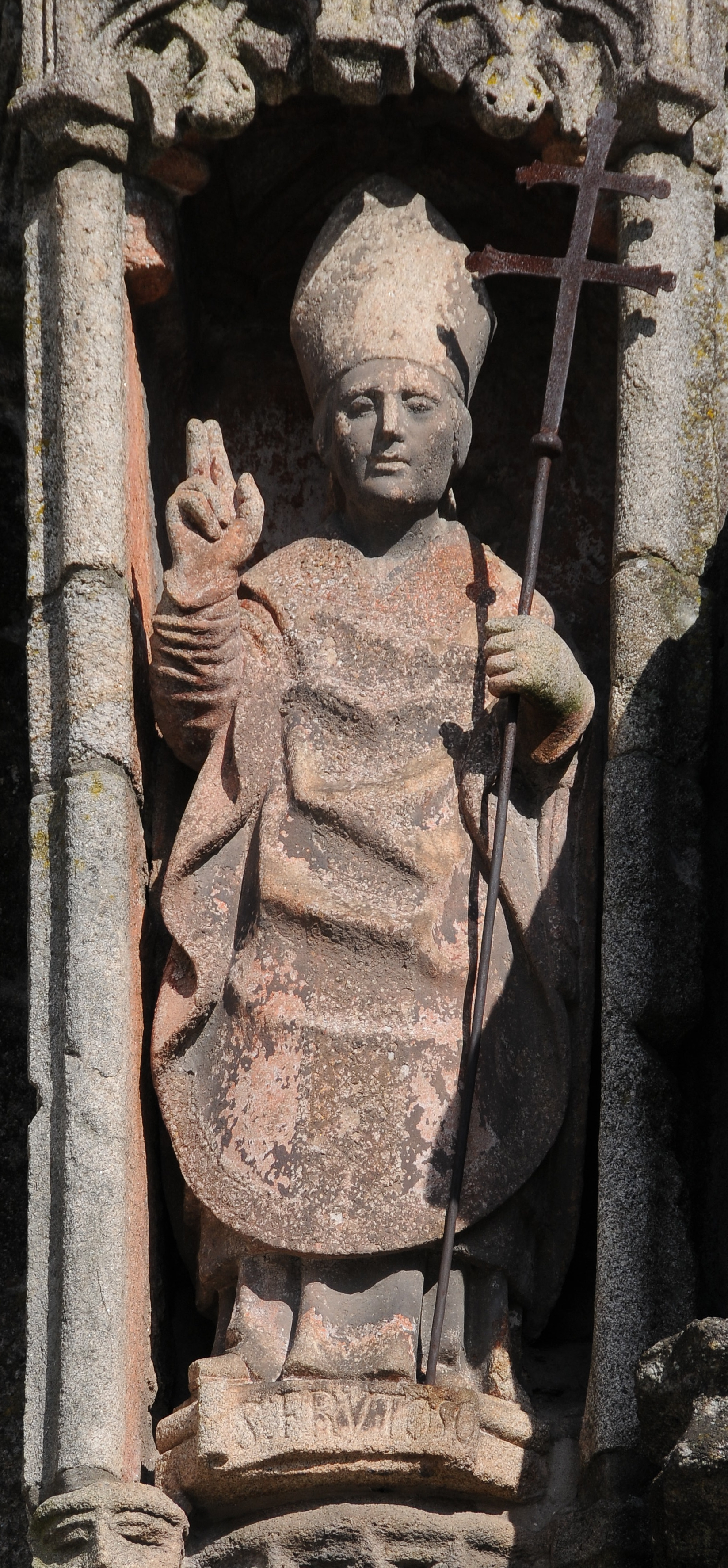
Statue von Fructuosus an der Kathedrale von Braga, Portugal

Fructuosus († um 665) war Abt, Bischof von Braga und von Dumio und später Erzbischof von Galicien (Gallaecia). Er wird als Heiliger verehrt. Sein Festtag ist der 16. April.

## Leben
Fructuosus entstammte dem westgotischen Königsgeschlecht in Spanien. In Palencia besuchte er die Schule, die der Bischof Conantius zur Ausbildung der Kleriker gegründet hatte. Den Erlös aus dem Verkauf seine Güter benutzte er für Klosterstiftungen und zur Armenfürsorge. Er lebte als Eremit, übernahm aber auf Bitten der Mönche das Priorat ihres von ihm gegründeten Klosters Comultum bei Astorga. Er förderte des Mönchwesens, und zog so viele Gläubige an, dass mehrere Klostergründungen, darunter auch ein "Familienkloster", folgten.
Fructuosus nahm 656 als Bischof von Dumio am 10. Konzil von Toledo teil. Um 656 vereinigte Fructuosus Dumio wieder mit der Diözese von Braga, dessen Verwaltung ihm auf der Synode von Toledo übertragen worden war. Als er um 665 starb, wurde Leudigisus, der unter anderem dem dritten Konzil von Braga (675) vorstand, sein Nachfolger als Bischof von Braga.
Im Jahr 1102 wurden seine Reliquien nach Santiago de Compostela übergeführt und sollen dort zahlreiche Wunder gewirkt haben.

## Klosterregeln
Manche Autoren führen auch die berühmte Regula communis, die um 660 verfasst wurde, auf Fructuosus zurück.
Er hatte bereits 645 eine Regel (Regula Fructuosi) mit 20 Kapiteln entworfen, die jedoch deutlich strenger ist. Sie wendet sich vor allem gegen sogenannte klösterliche Gemeinschaften, die aus einer Familie und deren Dienstleuten bestehen und sich keiner weiteren Autorität unterwerfen. Besonders der erzwungene Klostereintritt von Dienstleuten und Sklaven wird durch Fructuosus kritisiert, wenn auch nicht unterbunden.
Nach der Regula Fructuosi konnten Eheleute zwar gemeinsam in ein Kloster eintreten, mussten sich aber voneinander und auch ihren minderjährigen Kindern fernhalten, die auf einen Eintritt ins Kloster vorbereitet wurden. Selbst im Falle einer Krankheit sollte ein Mönch nicht von seiner Frau, Schwester oder einem weiblichen Sklaven gepflegt werden. Eine Rückkehr ins weltliche Leben sollte nicht mehr möglich sein, insbesondere der Rückgriff auf weltliche Güter. Diese sollten stattdessen vor dem Klostereintritt an die Armen verteilt werden. Es scheint jedoch, dass diese gewöhnlich an das Kloster gingen und einen wesentlichen Teil seiner Einnahmen bildeten. Dem lokalen Rechtsgebrauch scheint diese Idee individuellen Eigentums, besonders an Land und Weiderechten, jedoch widersprochen zu haben.

## Patrozinien
S. Fructuoso ist der Patron der Ingenieure vom ICAI, von der Universität Pontificia Comillensis in Madrid.
- São Frutuoso de Montélios, Braga, Portugal
- Abtei von San Fruttuoso, Italien